# Mai 1816
Cette page présente les faits marquants du mois de mai 1816.

## Événements
- 2 mai : victoire navale des patriotes vénézuéliens à la bataille de Los Frailes[1].

- 4 - 5 mai, France : conspiration de Didier à Grenoble en réponse à l’accentuation de l’épuration.

- 8 mai, France : suppression du divorce. Suivant le projet de loi (déposé par le vicomte de Bonald) visant, comme d'autres, à contrecarrer les transformations juridiques et sociales apportées "toutes ces dernières années", la nouvelle Chambre (ultraroyaliste, élue en août 1815, qualifiée alors de "Chambre introuvable" par le Roi agréablement surpris) abolit le droit au divorce par 225 voix contre 11.
  - (La France ne « reviendra » au divorce qu'en 1884.)

- 23 mai : affranchissement des serfs en Estonie[2] (sans la terre).

- 29 mai : la Bourse de Paris ne cote que sept valeurs quand est rétabli le monopole des agents de change (38 en 1830).

## Naissances
- 31 mai : William Parker Foulke (mort en 1865), paléontologue américain.